# Amira Hass
Amira Hass (Hebraico: עמירה הס; Jerusalém, 28 de junho de 1956) é uma jornalista e escritora israelense.
Filha de dois sobreviventes do Holocausto, é conhecida por seu jornalismo investigativo e sua cobertura crítica das questões relacionadas ao conflito israelense-palestino. Ela escreve para o jornal israelense Haaretz, do qual é colunista. Também atuou como correspondente nos territórios palestinos ocupados por Israel, sendo uma voz proeminente acerca da vida nas áreas palestinas ocupadas, bem como sobre as políticas e questões humanitárias relacionadas ao conflito entre o Estado de Israel e os Territórios Palestinos.